# Helen Keller
Helen Adams Keller  (Tuscumbia, Alabama, Estats Units, 27 de juny de 1880 - Easton, Connecticut, 1 de juny de 1968) va ser una activista, escriptora i professora nord-americana sordcega. Va ser la primera persona sordcega a obtenir una llicenciatura universitària. La història de com la seva professora, Anne Sullivan, va aconseguir de trencar l'aïllament causat per la manca de possibilitats de comunicació, permetent el desenvolupament complet de la noia, s'ha fet famosa mundialment a partir de la pel·lícula El miracle d'Anna Sullivan (The Miracle Worker).
Va ser una autora prolífica, i va fer campanyes intenses en contra de la guerra, pel sufragi femení, els drets dels treballadors i el socialisme.

## Infantesa i malaltia
Helen Adams Keller va néixer en una propietat anomenada Ivy Green a Tuscumbia, Alabama, el 27 de juny de 1880. Els seus pares eren el capità Arthur H. Keller, antic oficial de l'exèrcit confederat i parent llunyà del general Robert Lee i Kate Adams Keller, filla d'un altre general confederat, Charles W. Adams. Arthur Keller va dirigir durant molts anys el diari North Alabamian de Tuscumbia.
Per part de pare, la família era originària de Suïssa. Un dels avantpassats suïssos de Helen Keller va ser el primer professor per a sords de Zurich.Ella reflexiona sobre aquesta coincidència en la seva primera autobiografia, afirmant que «no hi ha cap rei que no tingui cap esclau entre els seus avantpassats, ni cap esclau que no hagi tingut un rei entre els seus».
Helen Keller no va néixer sordcega; als dinou mesos va contraure una malaltia que els doctors van descriure com «una congestió aguda de l'estómac i el cervell», que podria haver estat escarlatina o meningitis. La malaltia no va durar massa temps, però la va deixar sorda i cega. En aquell moment, l'única persona amb qui es comunicava era Martha Washington, la filla de sis anys del cuiner de la casa, que va poder crear una llengua de signes amb ella; als set anys, tenia més de seixanta signes particulars per comunicar-se amb la seva família. Segons el psicòleg soviètic A. Meshcheryakov, l'amistat i els ensenyaments de Martha Washington van ser crucials per al desenvolupament posterior de Keller.
El 1886, la seva mare, inspirada per una explicació a American Notes de Charles Dickens sobre els èxits en l'educació d'una altra nena sorda i cega, Laura Bridgman, va enviar-la, acompanyada pel seu pare, a visitar J. Julian Chisolm, un oftalmòleg i otorrinolaringòleg de Baltimore. Ell els va posar en contacte amb Alexander Graham Bell, que en aquella època estava treballant amb nens sords. Bell va aconsellar a la parella que contactessin amb l'Institut Perkins per a la Ceguesa, l'escola on s'havia format Bridgman, que estava situada al sud de Boston. El director de l'escola, Michael Anaganos, va demanar a l'antiga alumna Anne Sullivan, que també era deficient visual i tenia aleshores vint anys, que fes de professora de Keller. Va ser el principi d'una relació de quaranta-nou anys, que va evolucionar a institutriu i finalment companya.

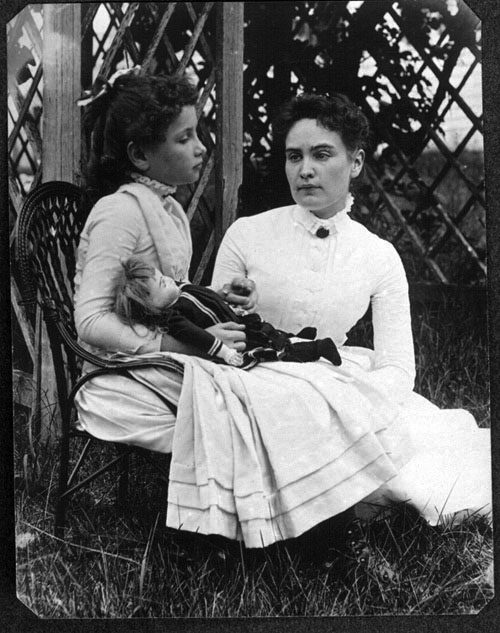
Keller amb Anne Sullivan de vacances a Cape Cod el juliol de 1888

Anne Sullivan va arribar a casa dels Keller el març de 1887, i va començar de seguida a ensenyar a la nena a comunicar-se lletrejant paraules a la seva mà, començant per d-o-l-l (doll, nina) per la nina que li havia portat de regal. Al principi no se'n sortia, perquè la nena no entenia que cada objecte tenia una paraula que l'identificava de manera única. De fet, quan Sullivan li intentava ensenyar la paraula «tassa», Keller es va desesperar tant que va trencar la nina. El gran salt de Keller va arribar l'abril del mateix any, quan es va adonar que els gestos que la seva professora feia al palmell de la seva mà, mentre feia rajar aigua fresca per la seva altra mà, simbolitzaven la idea d'«aigua»; en aquell moment va gairebé esgotar Sullivan en exigir-li els noms de tots els altres objectes que li eren familiars dins el seu món.
Com que l'ull esquerre li sortia molt, normalment Keller sortia fotografiada de perfil. De gran li van posar ulls de vidre per raons «mèdiques i cosmètiques».

## Educació formal
A partir del maig de 1888, Keller va anar a l'Institut Perkins per a la Ceguesa. El 1894, Helen Keller i Anne Sullivan van traslladar-se a Nova York per anar a l'Escola Wright-Humason per a Sords i l'Escola Horace Mann per a Sords. El 1896, van tornar a Massachusetts i Keller va entrar a l'Escola de Senyoretes de Cambridge abans de ser admesa, el 1900, a Radcliffe College, la universitat contrapartida femenina de Harvard. El seu admirador, Mark Twain, l'havia presentada al magnat del petroli Henry H. Rogers, que, juntament amb la seva dona, li van pagar l'educació. El 1904, als vint-i-quatre anys, Keller es va llicenciar a Radcliffe, i esdevingué la primera persona sordcega a aconseguir una llicenciatura universitària.

## Companyes
Anne Sullivan va seguir acompanyant Helen Keller durant molt de temps després d'haver-li fet de professora. Anne es va casar amb John Macy (que havia vingut per ajudar-les a escriure un relat autobiogràfic de Keller) el 1905, i van viure tots tres junts fins que la parella es va separar el 1914. Anne Sullivan va començar a tenir problemes de salut al voltant de 1916 («Biografia d'Anne Sullivan» (en anglès). Arxivat de l'original el 2018-04-02. [Consulta: 19 juliol 2011].) i van contractar Polly Thompson per portar la casa. Era una jove escocesa que no tenia gens d'experiència amb gent sorda ni cega. Més endavant va treballar també de secretària, i finalment va convertir-se en la companya permanent de Keller.
Després de la mort d'Anne Sullivan el 1936, Keller i Thompson van traslladar-se a Connecticut. Van viatjar per tot el món promovent la causa dels cecs i recollint diners per a la Fundació Americana per a la Ceguesa. Thompson va patir un atac de feridura el 1957 del qual no es va recuperar completament mai més, i va morir el 1960.
Winnie Corbally, una infermera que havia estat contractada originàriament per cuidar Polly Thompson el 1957, es va quedar després de la seva mort i va ser la companya de Keller la resta de la seva vida.

## Activisme polític
Keller va arribar a ser coneguda mundialment com a escriptora i conferenciant. Se la recorda com a defensora dels discapacitats, però també de moltes altres causes. Era sufragista, pacifista, molt crítica amb el president Woodrow Wilson, socialista radical, i partidària del control de la natalitat. El 1915, Helen Keller i George Kessler van fundar l'organització Helen Keller International (HKI), que es dedica a la recerca de la visió, la salut i la nutrició. El 1920, va participar en la fundació de la Unió Americana per les Llibertats Civils (ACLU, de l'anglès American Civil Liberties Union). Keller i Sullivan van viatjar a més de quaranta països; van fer diversos viatges al Japó, on es va fer molt popular. Keller va conèixer tots els presidents dels Estats Units, des de Grover Cleveland fins a Lyndon B. Johnson i va ser amiga de molta gent famosa, com ara Alexander Graham Bell, Charlie Chaplin o Mark Twain.
Va ser militant del Partit Socialista d'Amèrica i va fer campanya activa a favor de la classe treballadora des del 1909 fins al 1921. Va col·laborar en les campanyes presidencials del candidat socialista Eugene V. Debs.
Keller i el seu amic Mark Twain es consideraven molt radicals en el context polític de l'època i, tot i que ara se'ls recorda per altres motius, les seves idees van aixecar moltes polèmiques. Alguns columnistes que l'havien elogiada per la seva valentia i intel·ligència van passar a fixar-se en la seva discapacitat. El director del Brooklyn Eagle va escriure que «els seus errors provenien de les evidents limitacions del seu desenvolupament». Keller va respondre, parlant del fet que s'havien conegut abans que ell sabés les seves idees polítiques:
| « | En aquell moment, els elogis que em va fer eren tan generosos que em poso vermella només de recordar-ho. Però ara que defenso el socialisme em recorda a mi i al públic que soc cega i sorda i em puc equivocar fàcilment. Se'm deu haver encongit la intel·ligència en tots aquests anys des que el vaig conèixer... Oh, que ridícul el Brooklyn Eagle! Socialment cec i sord, defensa un sistema intolerable, un sistema que és la causa de moltes cegueses o sordeses físiques que intentem d'evitar. | » |

Keller va afiliar-se al sindicat Industrial Workers of the World (coneguts com l'IWW o els Wobblies) el 1912, tot dient que el socialisme parlamentari s'estava «enfonsant en el pantà de la política». Va fer escrits per l'IWW entre 1916 i 1918. En Why I Became an IWW (Per què em vaig fer de l'IWW), Keller explicava que la seva motivació per l'activisme li venia en part per la seva preocupació per la ceguesa i altres discapacitats: 
| « | Vaig participar en una comissió per investigar les condicions de vida dels cecs. Per primera vegada, jo, que havia cregut que la ceguesa era una desgràcia que estava fora del control dels humans, vaig veure'n que molt bona part era deguda a condicions industrials inadequades, causades sovint per l'egoisme i l'avarícia dels empresaris. I el mal social també hi contribuïa. Vaig descobrir que la pobresa duia les dones a una vida de vergonya que acabava en la ceguesa. | » |

Aquesta última frase es refereix a la prostitució i la sífilis; l'una és una causa freqüent de l'altra, i aquesta última provoca ceguesa.

## Escrits
Keller va escriure un total de dotze llibres publicats, i uns quants articles.
Un dels primers escrits de Keller, als onze anys, va ser The Frost King (1891). Va provocar polèmica pel suposat plagi de The Frost Fairies de Margaret Canby. Una investigació va concloure que Keller podia haver patit criptamnèsia, és a dir, que li havien llegit la història però l'havia oblidada, tot i que el record havia quedat en el subconscient.
Als vint-i-dos anys, mentre estava a la universitat, Keller va publicar la seva autobiografia, La història de la meva vida (1903), amb l'ajuda de Sullivan i de John Macy, futur marit de Sullivan. El llibre descriu la història de la vida de Keller fins als vint-i-un anys.
El 1908 va escriure The World I Live In (El món on visc), descrivint el que sentia del món. Out of the Dark (Des de la foscor, i alhora Fora de la foscor), una sèrie d'assaigs sobre el socialisme, es va publicar el 1913.
Quan Keller era joveneta, Anne Sullivan la va presentar al prevere episcopalià Phillips Brooks, que la va introduir en el cristianisme. Fou llavors que va dir una de les seves frases que s'han fet més famoses: «Sempre havia sabut que Ell hi era, però no sabia dir-ne el nom!».
La seva autobiografia espiritual, My Religion (La meva religió), es va publicar el 1927 i es va reeditar com a Light in my Darkness (Llum a la meva foscor'. Promou les idees d'Emanuel Swedenborg, un místic que dona una interpretació espiritual del Judici Final i la segona vinguda de Jesucrist.

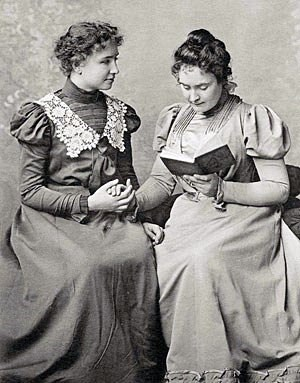
Keller i Sullivan el 1898

## Últims anys
El 1961 va patir diversos atacs de feridura i va passar els últims anys de la seva vida a casa seva.
El 14 de setembre de 1964, el president dels Estats Units Lyndon B. Johnson va atorgar a Helen Keller la Medalla Presidencial de la Llibertat, un dels dos màxims honors civils dels Estats Units.
Va dedicar bona part dels seus últims anys a recollir diners per a la Fundació Americana per a la Ceguesa (American Foundation for the Blind). Va morir mentre dormia l'1 de juny de 1968, a casa seva, Arcan Ridge, a Easton (Connecticut). Es va fer un funeral en honor seu a la catedral Nacional de Washington, D. C. i allà mateix s'hi van enterrar les seves cendres, al costat de les restes de les seves dues companyes, Anne Sullivan i Polly Thompson.

## Representacions d'Helen Keller
La vida d'Helen Keller ha estat objecte de diverses versions teatrals i cinematogràfiques. Va aparèixer en una pel·lícula muda, Deliverance (Alliberament) el 1919, que explicava la seva història amb un estil melodramàtic i al·legòric.
També va ser la protagonista dels documentals Helen Keller in Her Story (guanyadora de l'Oscar al millor documental 1955), i The Story of Helen Keller, part de la sèrie d'«Americans Famosos», produïda per Hearst Entertainment.
El miracle d'Anna Sullivan (The Miracle Worker) és un cicle d'obres dramàtiques basades en la seva autobiografia, La història de la meva vida. Descriuen la relació entre Keller i Sullivan, i mostren com la mestra la va portar des d'un estat pràcticament salvatge a l'educació, l'activisme i la fama. El títol prové de la descripció que va fer Mark Twain d'Anne Sullivan. La primera obra va ser un guió televisiu de 1957 de William Gibson per al programa Playhouse 90. El va adaptar per a una producció teatral que es va estrenar a Broadway el 1959 i finalment una pel·lícula el 1962, que va guanyar dos Oscars, a la millor actriu per Anne Bancroft i a la millor actriu secundària per Patty Duke. Se'n van fer dues versions televisives més el 1979 i el 2000.
El 1984 es va fer una altra pel·lícula per a la televisió sobre la vida d'Helen Keller, anomenada The Miracle Continues (El miracle continua). Aquesta pel·lícula, pensada com a continuació d'El miracle d'Anna Sullivan, explica els anys d'universitat i els principis de la seva edat adulta. Cap de les pel·lícules anteriors mencionen l'activisme social que seria la característica principal de la seva vida, encara que una versió de Disney del 2000 explica als títols de crèdit que va convertir-se en una activista a favor de la igualtat social.
El 2005 va estrenar-se la pel·lícula índia Black, inspirada en la història d'Helen Keller, interpretada per Rani Mukerji en el paper de la noia sordcega i per Amitabh Bachchan en el paper de professor.
El 6 de març de 2008, la Societat Genealògica Històrica de Nova Anglaterra va anunciar que havien descobert una fotografia de 1888 que mostrava Helen i Anne, que, encara que ja s'havia publicat, havia quedat oblidada. Mostra Helen amb una de les seves moltes nines en braços, i es creu que és la fotografia més antiga que es conserva d'Anne Sullivan.

## Honors pòstums

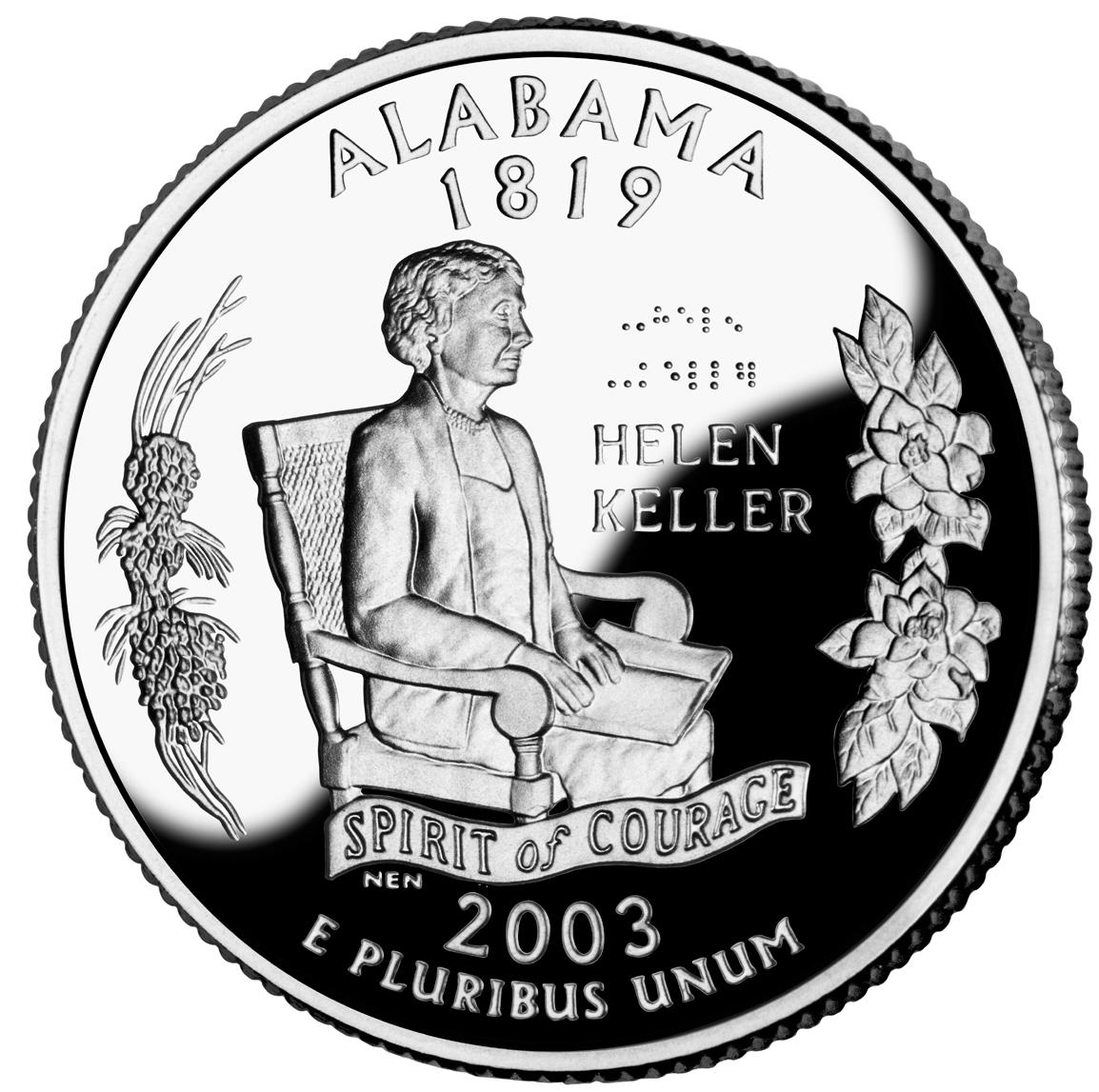
Moneda de 25 cèntims de dòlar amb l'efígie d'Helen Keller

El 1999, l'agència Gallup la va posar a la llista de les persones més admirades pels americans en el segle xx.
El 2003, Alabama va honorar-la dedicant-li la seva moneda de 25 cèntims en l'emissió commemorativa dels 50 estats.
L'Hospital Helen Keller de Sheffield (Alabama) li està dedicat.
El 7 d'octubre de 2009 es va afegir una estàtua de bronze d'Helen Keller a la col·lecció nacional d'estàtues del Capitoli dels Estats Units a Washington, D. C. Cada estat pot tenir-hi només dues estàtues i la seva va substituir la del reformador educatiu Jabez Lamar Monroe Curry. Mostra Keller com una nena de set anys al costat d'una bomba d'aigua. L'estàtua representa el moment iniciàtic de la vida de Keller quan va entendre la primera paraula: aigua, tal com li va signar a la mà la seva professora Anne Sullivan. La base del pedestal conté una cita amb lletres en relleu i caràcters Braille: «Les coses millors i més boniques del món no es poden veure ni tan sols tocar, s'han de sentir amb el cor». L'estàtua és la primera d'una persona discapacitada i la primera d'un nen que es mostra de forma permanent al Capitoli dels Estats Units.
Helen Keller va ser votada en un procés participatiu realitzat al març del 2010 a Palafrugell de dones que mereixen un carrer.